# Side-by-side (veicolo)

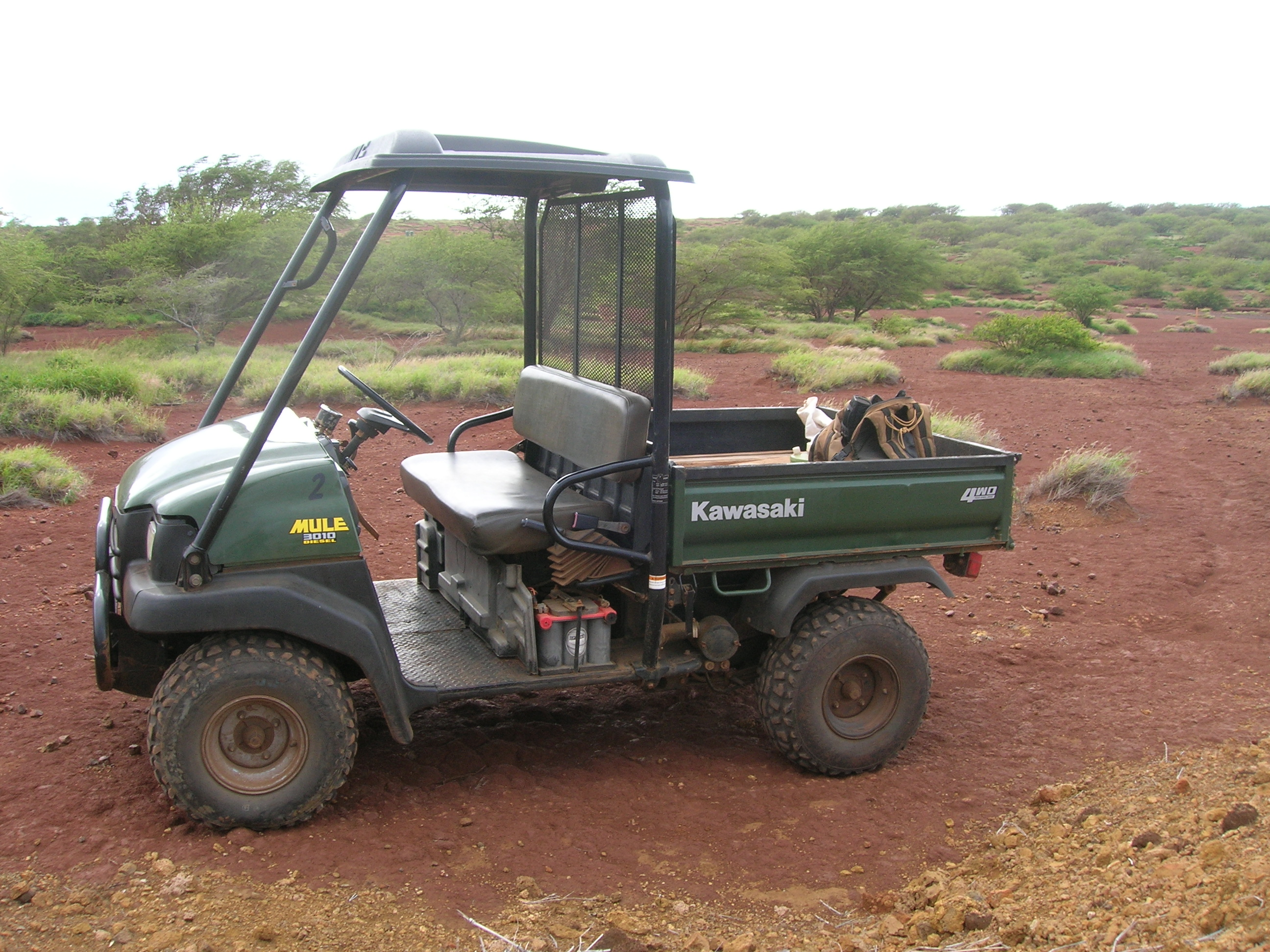
Un Kawasaki Mule

Il side-by-side (spesso scritto anche in sigla come SxS o SSV) è un piccolo veicolo fuoristrada a 4 ruote con una capienza da 2 a 6 persone chiamato anche utility terrain vehicle (UTV) o un MOHUV (multipurpose off-highway utility vehicle).
A differenza degli All-terrain vehicle (ATV) gli UTV hanno in genere un sistema di sedili affiancati, molti sono dotati di cinture di sicurezza e protezioni antiribaltamento e dispongono di una scatola di carico nella parte posteriore del veicolo. Gli UTV generalmente hanno una capacità di carico utile superiore e sono più lunghi degli ATV.
Le differenze tra ATV e UTV diventano chiare con un semplice sguardo alle posizioni del pilota: un pilota ATV guida cavalcando il veicolo su una sella come sulle moto, mentre i piloti UTV possono sedersi fianco a fianco su sedili come nelle auto.
Anche lo sterzo è diverso tra i due, su un ATV, un pilota guiderà utilizzando un sistema manubrio, mentre i conducenti UTV guideranno utilizzando un volante simile a quello di un'auto o camion.

## Sport
Fino al 2017 gli SxS gareggiavano nel Rally Dakar nella categoria T3 delle automobili; dall'edizione 2017 gareggiano in una categoria a parte.